# Cecil Spring-Rice

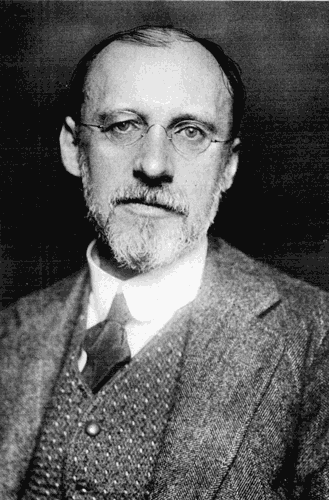
Cecil Spring-Rice

Sir Cecil Arthur Spring-Rice GCMG GCVO (* 27. Februar 1859 in London; † 14. Februar 1918 in Ottawa) war ein britischer Diplomat.

## Leben und Wirken
Spring-Rice wurde 1859 als Sohn von Thomas William Spring Rice geboren. Sein Großvater war der ehemalige britische Schatzkanzler Baron Thomas Spring Rice. Nach dem Besuch der Eliteschule Eton und dem Studium am Balliol College der University of Oxford ging Spring-Rice in den britischen diplomatischen Dienst. Eine erste höhere Stellung übernahm Spring-Rice 1900 mit dem Amt des britischen Geschäftsträgers in Teheran. Danach fungierte er als britischer Schuldenkommissar in Kairo (1901) und Geschäftsträger in Sankt Petersburg (1903).
Nach Leitung der britischen Gesandtschaften in Persien (1906) und Schweden (1908) wurde er 1913 als Nachfolger von James Bryce zum britischen Botschafter in den Vereinigten Staaten ernannt. In Washington, D.C. bemühte Spring-Rice sich nach dem Ausbruch des Ersten Weltkrieges in Konkurrenz zum deutschen Botschafter Graf Johann Heinrich von Bernstorff darum, die amerikanische Regierung zugunsten eines Kriegseintritts auf Seiten der Ententemächte zu beeinflussen.
1918 wurde Spring-Rice schließlich aufgrund von wachsenden Differenzen mit seiner Heimatregierung sowie aufgrund von Anzeichen einer seine Arbeitsfähigkeit beeinträchtigenden Paranoia von seinem Posten abberufen und durch Rufus Isaacs ersetzt.
Er ist der Verfasser des patriotischen Gedichts I Vow to Thee, My Country, das mit der Melodie von Gustav Holst zu einem der bekanntesten patriotischen Lieder in Großbritannien und im Commonwealth wurde.
| Vorgänger                     | Amt                                                         | Nachfolger          |
| ----------------------------- | ----------------------------------------------------------- | ------------------- |
| Evelyn Mountstuart Grant Duff | Britischer Botschafter in Persien 1906–1908                 | George Head Barclay |
| Rennell Rodd                  | Britischer Gesandter in Schweden 1908–1912                  | Esme Howard         |
| James Bryce                   | Britischer Botschafter in den Vereinigten Staaten 1912–1918 | Rufus Isaacs        |

| Personendaten    | Personendaten                                      |
| ---------------- | -------------------------------------------------- |
| NAME             | Spring-Rice, Cecil                                 |
| ALTERNATIVNAMEN  | Spring-Rice, Sir Cecil Arthur (vollständiger Name) |
| KURZBESCHREIBUNG | britischer Diplomat                                |
| GEBURTSDATUM     | 27. Februar 1859                                   |
| GEBURTSORT       | London                                             |
| STERBEDATUM      | 14. Februar 1918                                   |
| STERBEORT        | Ottawa                                             |